# Glarus Island
Glarus Island (englisch; bulgarisch остров Гларус ostrow Glarus) ist eine in südwest-nordöstlicher Ausrichtung 0,24 km lange und 0,13 km breite Insel im Palmer-Archipel vor der Westküste der Antarktischen Halbinsel. Sie liegt 1,37 km nördlich des Asencio Point, 145 m südsüdöstlich von Alka Island, 3,68 km südsüdöstlich des Bulnes Point, 2,6 km südsüdwestlich des Tizoin Point und 180 m nordwestlich von Ralida Island vor der Südwestküste der Trinity-Insel.
Die bulgarische Kommission für Antarktische Geographische Namen benannte sie 2018 nach dem bulgarischen Trawler Glarus,  der von den 1970er Jahren bis in die frühen 1990er Jahre für den Fischfang in den Gewässern um Südgeorgien, um die Kerguelen, um die Südlichen Orkneyinseln, um die Südlichen Shetlandinseln und um die Antarktische Halbinsel operiert hatte.